# Çiçek Pasajı
Çiçek Pasajı (letteralmente passaggio dei fiori), in origine chiamato Cité de Péra, è una storica galleria sita su İstiklal Caddesi nel distretto di Beyoğlu (Pera) ad Istanbul. Collega İstiklal Caddesi con Sahne Sokak (turco per "via").

## Storia
Inaugurato nel 1876, il Çiçek Pasajı è una galleria coperta all'interno della quale si trovano, bar, sale da te e ristoranti.
Il sito del Çiçek Pasajı era un tempo occupato dal Naum Theatre, severamente danneggiato dal Fuoco di Pera nel 1870. Il teatro era normalmente frequentato dai sultani Abdülaziz e Abdul-Hamid II. In esso venne rappresentata l'opera di Giuseppe Verdi, Il trovatore, prima della sua messa in scena a Parigi.
Dopo l'incendio del 1870, il teatro venne acquistato dal banchiere greco Christakis Zografos Efendi, il quale incaricò l'architetto greco Kleanthis Zannos di progettare l'attuale edificio che venne denominato Cité de Péra o Hristaki Pasajı. Yorgo'nun Meyhanesi (Vineria Yorgo) fu la prima vineria che fu aperta nella galleria. Nel 1908, il Gran Visir Ottomano Sait Paşa acquistò l'edificio e da allora lo stesso fu noto come Sait Paşa Passage.
Dopo la Rivoluzione russa del 1917, molte nobildonne russe decadute, compresa una baronessa, vendevano fiori in questo luogo. Dagli anni 1940 l'edificio venne progressivamente occupato da negozi di fiori da cui l'attuale nome Çiçek Pasajı (Passaggio dei fiori).
Dopo il restauro del 1988, la galleria ha riaperto come sede di pub e ristoranti.
L'ultimo restauro risale al dicembre 2005.